# Napoléon Coste
Napoléon Coste (Amondans, Doubs, França, 27 de juny de 1805 – París, 17 de febrer de 1883) va ser un guitarrista i compositor francès.
Va néixer a Amondans Doubs, França, prop de Besançon. Va ser la seva mare, que era bona executant, qui li va ensenyar a tocar la guitarra. Com a adolescent es va convertir en mestre de l'instrument i donà molts concerts al Franc Comtat. El 1829, a l'edat de 24 anys, es va traslladar a París, on va estudiar sota el mestratge de Ferran Sor, esdevenint ràpidament el guitarrista virtuós de referència a França. I encara que la demanda de guitarristes estava en declivi, va aconseguir certa estabilitat financera que li va permetre publicar la seva música per ell mateix, al no trobar un editor que volgués fer-ho.
La fractura d'un braç en un accident el 1863 va posar fi de manera prematura a la seva carrera com a intèrpret. Va contractar un assistent i va continuar ensenyant i component per a guitarra. A la mort de Sor va publicar el mètode original per a guitarra d'aquest sota el títol "Méthode complète pour la Guitare parell Ferdinand Sor, rédigée et augmentée de nombreux exemples et leçons parell N. Coste".
Napoleó Coste tenia un interès especial per tocar amb guitarres de set cordes. A més a més és conegut per ser un dels primers compositors a transcriure la música per a guitarra del segle XVII de tablatura a notació musical moderna. Va morir a l'edat de 77 anys deixant un significatiu catàleg d'obres originals.

## Llista d'obres

### Obres publicades amb número de opus
- Op. 2: Variations et Finale...sur un motif favori de la Famille Suisse de Weigl ("Variacions i final... sobre un tema favorit de la família suïssa de Weigl")
- Op. 3: 2 Quadrilles de Contredances ("2 quadrilles de contradanses")
- Op. 4: Fantasie...Composée sur un motif du « Balle d'Armide » ("Fantasia ... composta amb un tema de «Balle d'Armide»")
- Op. 5: Souvenirs de Flandres ("Records de Flandres")
- Op. 6: Fantaisie de Concert ("Fantasia de concert")
- Op. 7: 16 Valses Favorites de Johann Strauss ("16 valsos favorits de Johann Strauss")
- Op. 9: Divertissement sur « Lucia di Lammermoor » ("Divertiment sobre l'òpera Lucia di Lammermoor")
- Op. 11: Grand Caprice
- Op. 12: Rondeau de Concert
- Op. 13: Caprice sur … La Cachucha
- Op. 14: Deuxième Polonaise
- Op. 15: Le Tournoi Fantaisie Chevaleresque
- Op. 16: Fantaisie sur deux Motifs de la « Norma »
- Op. 17: La Vallée d'Ornans
- Op. 18: Les Bords du Rhin
- Op. 19: Delfzil
- Op. 19b: La Romanesca
- Op. 20: Le Zuyderzée
- Op. 21: Les Cloches
- Op. 22: Meulan
- Op. 23: Les soirées d'Auteuil
- Op. 24: Grand Solo
- Op. 27: Le Passage des Alpes
- Op. 28b: Fantaisie Symphonique
- Op. 29: La Chasse des Sylphes
- Op. 30: Grande Serenade
- Op. 31: Le Départ, fantaisie dramatique
- Op. 33: Mazurka
- Op. 37: Cavatina
- Op. 38: 25 Etudes de genre
- Op. 39: Andante et Minuet
- Op. 41: Feuilles d'Automne
- Op. 42: La Ronde de Mai
- Op. 43: Marche Funèbre et Rondeau
- Op. 44: Andante et Polonaise (Souvenirs du Jura)
- Op. 45: Divagation
- Op. 46: Valse Favorite
- Op. 47: La Source du Lyson
- Op. 48: Quatre Marches
- Op. 49: Six Préludes
- Op. 50: Adagio et Divertissements
- Op. 51: Récréation du Guitariste
- Op. 52: Le Livre d'or du Guitariste
- Op. 53: Six Pieces Originales (Reverie, Rondeau, 2 Menuets, Scherzo, & Etude)

### Obres sense número d'opus (sno)
- Sno: Meditation de nuit
- Sno: Errant et Allegro
- Sno: Divertissement
- Sno: Introduction et Variations sud un motif de Rossini
- Sno: Berceuse
- Sno: Kleines Tonstück
- Sno: Pastorale
- Sno: Valse en ré majeur
- Sno: Valse en la majeur
- Sno: Valse donis Roses